# Teatro Romea (Barcelona)
El Teatro Romea es una sala de espectáculos de Barcelona, situada en El Raval, dedicada principalmente a las funciones teatrales, con tres plantas y una capacidad para 660 espectadores.

## Historia

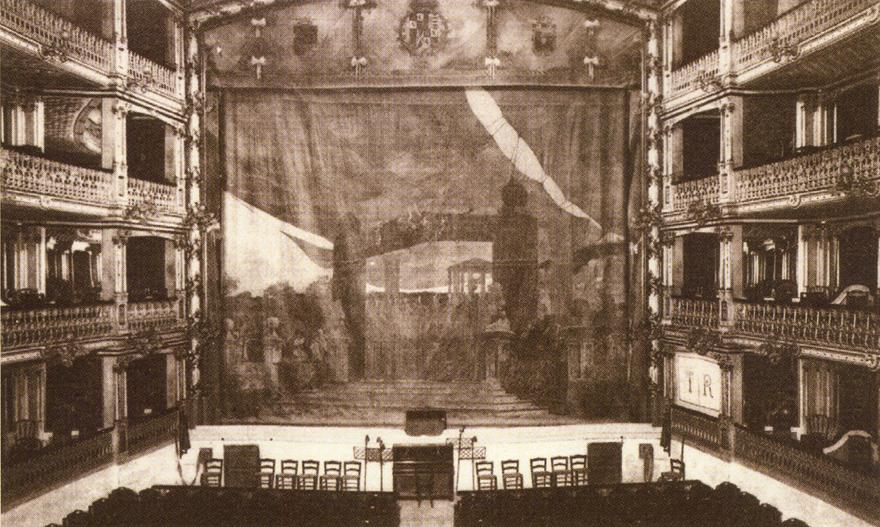
Interior del teatro hacia 1914.

Se construyó en el año 1863, ocupando el lugar donde estaba el convento de San Agustín, con el nombre de Teatre Català, ya que su objetivo era el de acercarse a las clases populares y pequeña burguesía y, por lo tanto, estrenar y representar mayoritariamente obras en catalán.
Posteriormente, adoptó el nombre "Romea" en homenaje a Julián Romea Yangüas, importante actor del siglo XIX. Fue uno de los locales más importantes de teatro en catalán y solamente desde el 1939 a 1945 se dejaron de representar obras en esta lengua.
El autor Frederic Soler fue coempresario y director artístico desde 1870 hasta 1895. En este local estrenó la mayoría de sus obras.
Han actuado todas las generaciones de actores catalanes, desde Enrique Borrás y Margarita Xirgu, hasta Joan Capri y Josep Maria Pou.
En la década de los 20, el empresario Josep Canals gestionó y remodeló el teatro. La empresa propietaria fue Teatre Romea S.A.. 
El 2 de junio de 1936, el empresario Francisco de Álvarez-Cuevas y Güell firmó el alquiler del Teatro Romea por cinco años. La nueva etapa se estrenó con la obra Aquella Noche de Lajos Zilahy, con la compañía de Eugenia Zúffolli. A pesar de los años de guerra, Francisco de Álvarez-Cuevas intentó, dentro de sus posibilidades, mantener abierto el teatro. Durante el mes de febrero de 1939 dirigió en el Teatro Romea la obra Amores y Amorios, de Serafín y Joaquín Álvarez Quintero, con la compañía de Enric Guitart, que hacía de protagonista junto a la actriz Esperanza del Barrero.
De 1981 hasta 1998 el Teatro Romea fue gestionado por la Generalidad de Cataluña. Desde 1999 su director fue Calixto Bieito. Actualmente está bajo gestión privada a cargo del Grupo FOCUS y su director artístico desde febrero de 2019 es Josep Maria Pou.
El año 2015 recibió la Creu de Sant Jordi «por el relevante papel que ha tenido en la cultura y la sociedad de Barcelona y de Cataluña».